# 효원정황후
효원정황후 곽씨(孝元貞皇后 郭氏, 만력 8년(1580년) ~ 만력 43년 12월 14일(1616년 2월 1일))는 태창제의 정실이자 추존황후이다. 순천부 출신이며, 아버지는 박평후(博平侯) 곽유성(郭維城)이다.
곽씨는 만력 29년(1601년), 태자가 된 주상락과 혼인을 하여 황태자비가 된다. 그러나 12년후, 태자비 곽씨는 서거한다. 시호는 공정단의온혜황태자비(恭靖端毅溫惠皇太子妃)이다. 몇년후 태창제가 즉위한 후에는 태자비 곽씨를 황후로 추존을 하여 효원소의철혜장인합천필성정황후(孝元昭懿哲惠莊仁合天弼聖貞皇后)로 개시하였다. 능호는 경릉(慶陵)이다.